# Schanze bei Klein Zicker

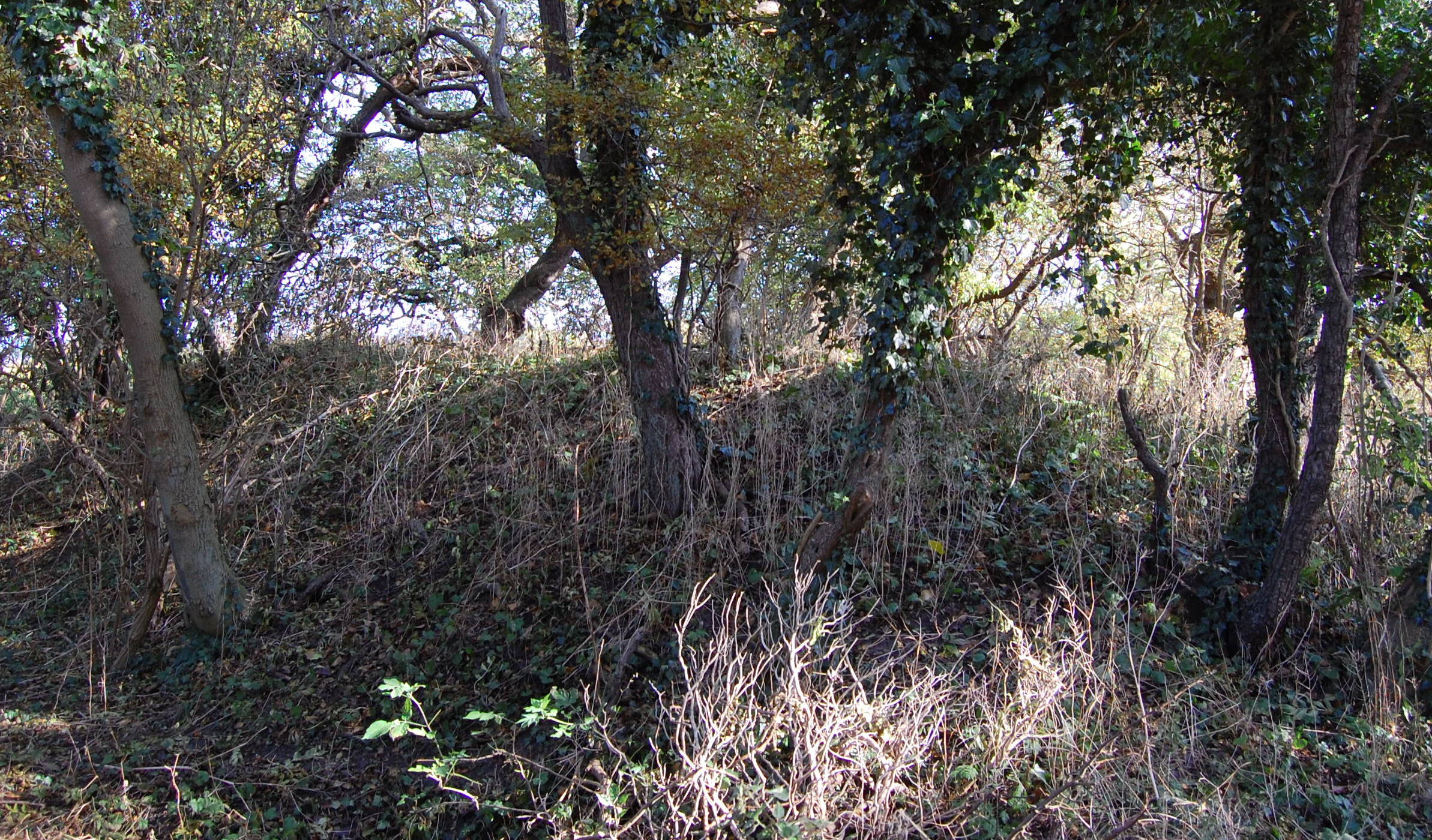
Überreste der Schanze bei Klein Zicker

Die Schanze bei Klein Zicker war eine militärische Befestigungsanlage auf der zu Rügen gehörenden Halbinsel Klein Zicker.
Sie befand sich an der höchsten Stelle der Halbinsel nördlich des zu Mönchgut gehörenden Dorfes Klein Zicker. Die Schanze gehörte im ersten Viertel des 18. Jahrhunderts zum schwedischen Verteidigungssystem unter Karl XII. während des Großen Nordischen Kriegs. Ausschlaggebend für den Bau der Anlage an der Stelle könnte die sehr gute Sicht über den Greifswalder Bodden südlich des Mönchguts gewesen sein. Im Übrigen wird die strategische Bedeutung eher als gering eingeschätzt.
Die als Bodendenkmal geschützten Reste der Anlage sind als annähernd kreisförmiger Wall erkennbar. Der Durchmesser beträgt etwa zwölf Meter. An den Außenseiten sind noch Mulden zu erkennen, aus denen das Material zur Aufschüttung des Walls entnommen worden war. Heute ist der Bereich von einem kleinen Wald bewachsen.